# Red Rocks Amphitheatre

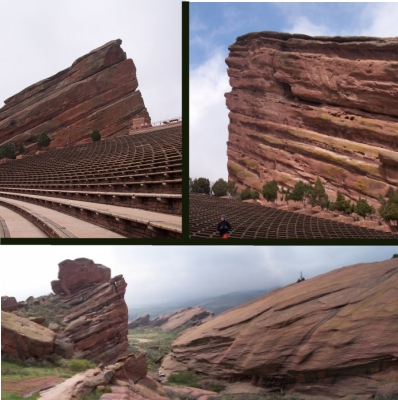
Red Rocks amfitheater

Het Red Rocks Amphitheatre, meestal kortweg Red Rocks genoemd, is een amfitheater in de openlucht, gesitueerd tussen de opkomende Rocky Mountains in de plaats Morrison, ongeveer 24 kilometer ten westen van Denver, Colorado, Verenigde Staten.
Het amfitheater bestaat uit twee 100 meter hoge monolieten, waartussen het podium en de tribunes zijn gelegen. De monolieten, met de namen Ship Rock en Creation Rock, bestaan uit zandsteen en zorgen voor een 'natuurlijke akoestiek'. Deze rotsformaties gaan terug tot 250 miljoen jaar geleden.
Het amfitheater doet voornamelijk dienst als openluchtconcert- en filmzaal. Al vanaf de vroege twintigste eeuw worden hier concerten en optredens verzorgd. Tijdens een concert van de Britse rockband Jethro Tull op 10 juni 1971 braken rellen uit. De politie uit Denver bedwelmde de band en het publiek met traangas.
Op 5 juni 1983 gaf U2 hier een concert, de opnames van Sunday Bloody Sunday werden gebruikt als videoclip voor dat nummer.